# Władysław Okarmus
Władysław Okarmus (ur. 30 stycznia 1922, zm. 4 grudnia 1987) – polski konstruktor lotniczy, szybownik.

## Życiorys
Urodził się w Brodach koło Kalwarii Zebrzydowskiej, syn Władysława i Józefy z domu Krupa. Od 12. roku życia zajmował się budową modeli latających (w 1937 zdobył drugie miejsce w okręgowych zawodach LOPP w Krakowie). Uczył się w liceum mechanicznym, w 1939 ukończył teoretyczny kurs szybowcowy, zbudował też amatorski szybowiec, oblatany przez niego jednak dopiero w 1945 po zakończeniu wojny. W 1947 rozpoczął szkolenie lotnicze, uzyskując trzecią klasę pilota szybowcowego i skoczka spadochronowego. Po maturze w 1948 rozpoczął pracę w Szybowcowym Zakładzie Doświadczalnym w Bielsku-Białej jako technik-konstruktor. W 1951 ukończył studia na Politechnice Śląskiej z dyplomem inżyniera mechanika.
Brał udział w projektowaniu prototypów szybowców IS-5 Kaczka (1949), SZD-8 Jaskółka (1951), SZD-7 Osa (1950), SZD-9 Bocian (1952), SZD-15 Sroka (1956). Był konstruktorem prowadzącym szybowców Mucha ter 50 (1950), SZD-12 Mucha 100 (1953), SZD-18 Czajka (1956) i autorem projektu SZD-23 Bocian 2 oraz współkonstruktorem SZD-14 Jaskółka M z usterzeniem motylkowym.
Zaprojektował, będące wizytówką polskiego przemysłu szybowcowego w latach 60. i 70., rodziny szybowców Foka (SZD-24 Foka (1960), Foka B, Foka C, Foka 2 (1962), Foka 4A (1964), SZD-32 Foka 5 (1966)), Cobra (SZD-36 Cobra 15 (1969), SZD-39 Cobra 17 (1970)). Współuczestniczył w projektowaniu szybowców Jantar (SZD-41 Jantar Standard (1973), SZD-48 Jantar Standard 2 (1977)) oraz zmodyfikował rozbity szybowiec SZD-31 Zefir 4 na rekordowy SZD-40 Halny. Na szybowcach tych polscy piloci ustanowili kilkanaście rekordów Polski i świata oraz zdobywali medale na mistrzostwach świata.
Za osiągnięcia i zasługi dla lotnictwa był odznaczony Krzyżem Kawalerskim Orderu Odrodzenia Polski, Złotym i Srebrnym Krzyżem Zasługi, Złotym i Brązowym medalem Za zasługi dla obronności kraju, medalem 30-lecia Polski Ludowej, Medalem im. Czesława Tańskiego, a także Dyplomem im. Paula Tissandiera Międzynarodowej Federacji Lotniczej FAI (1967) i Błękitnymi Skrzydłami (1970).
Szybowiec SZD-32 Foka 5 projektu Władysława Okarmusa został w 1968 roku uznany przez Międzynarodową Organizację Naukowo-Techniczną Szybownictwa (OSTIV) za najdoskonalszy na świecie szybowiec klasy standard.
Władysław Okarmus oprócz projektów lotniczych był też konstruktorem prototypu samochodu z laminatów, SAM DKW 1938 o aerodynamicznych kształtach nadwozia.
Zmarł 5 grudnia 1987 r. i został pochowany na cmentarzu komunalnym w Kamienicy.